# Jørgen Haugen Sørensen
Jørgen Haugen Sørensen (Copenaghen, 3 ottobre 1934 – Pietrasanta, 18 novembre 2021) è stato un artista danese, uno dei più importanti scultori della Danimarca.

## Biografia
Il suo debutto artistico avviene nel 1953 in occasione della Forårsudstillingen al Kunsthal Charlottenborg, presso il Palazzo di Charlottenborg di Copenaghen. Nel 1958 tiene la sua prima mostra personale all'Athenaeum di Copenaghen e partecipa alla XXIX Esposizione internazionale d'arte. Nel 1959 ha esposto in mostre collettive a Parigi, Olanda, Austria, Svezia e Norvegia; nel 1961 al Carnegie Institute of Technology di Pittsburgh, e al IV Concorso Internazionale del Bronzetto di Padova.
Nel 1973 si trasferisce in Italia, a Pietrasanta, in Toscana, pur continuando a viaggiare e lavorare tra la Danimarca e il Portogallo.
Tra le mostre personali si ricordano quelle tenutesi presso Galleria del Naviglio, Milano (1961); Galerie Ariel, Paris, (1963); Ny Carlsberg Glyptoteket, Copenaghen (1980); Charles Cowles Gallery di New York (1982); Museo de Arte Moderno, Messico (1993); Felleshuset der Nordischen Botschaften, Berlin (2004).
Tra le colelttive, invece, Youth Biennial di Parigi, nelle edizioni del 1959 e 1963 (in cui vince in entrambi gli anni il premio della giuria) ; The Pittsburgh International Exhibition of Contemporary Painting and Sculpture Museum of Art, Pittsburgh (1961); Jeune Sculpture Musée Rodin, 1966, 1969, Parigi; 4 artisti danesi, Palazzo Reale, Milano (1977) ; XI International Sculpture Conference Washington DC, USA (1980); Grønningen Den Frie Udstillingsbygning, Copenaghen (2020).
A Pietrasanta tiene, nel 2017, una delle sue ultime mostre The Crowd curata da Bruno Corà e Lars Kærulf Møller. Muore a Pietrasanta il 18 novembre 2021.
Jørgen Haugen Sørensen è stato definito il più grande scultore danese dai tempi di Bertel Thorvaldsen.

## Stile
Il linguaggio artistico di Jørgen Haugen Sørensen si è evoluto nel corso della sua carriera, ma la produzione ha sempre mantenuto un nucleo astratto. Le opere presentano la sua visione della condizione umana nel suo stile brutale ed espressionista, soprattutto tramite l’uso dell’argilla. Tra i temi fondamentali, la vita e la morte, l'amore e la sofferenza.
L'ispirazione di Jørgen Haugen Sørensen proviene, tra le altre cose, dai ricordi d'infanzia legati alle visite ai mattatoi del Meat Packing District di Copenaghen e alla visione del film Le Sang des bêtes (1949) di Georges Franju. Ha inoltre tratto spunti dall'incontro con il movimento artistico espressionista astratto a Parigi, dalle frequentazioni milanesi con Piero Manzoni, Lucio Fontana e Enrico Castellani e a CO.BR.A. negli anni '50 .

## Alcune opere
- Ritratto di un vecchio accordo, 1972, materiali e misure variabili
- Franco Boia, 1974, bronzo, collezione Esbjerg Art Museum, Danimarca
- E i piccoli ballano per i grandi, 1977, marmo, collezione Bornholms Kunstmuseum, Bornholm, Danimarca
- The Angular One and the Smooth Ones Slide, 1983, Assistants’ Cemetery in Copenhagen, Danimarca
- Industrial Erection, 1988, Parco Olimpionico di Seoul, Corea del Sud
- TaşAnkara, 1992, Çankaya, Ankara, Turchia
- The House That Rains, 1993, Skt. Hans Torv in Copenhagen, Danimarca
- Il giudizio o qualcosa che ho letto, 1999, gres, acquarello, tessuto
- La pietra di Alentejo, 2001, marmo, Castelo de Vide, Portogallo[15]
- That’s Why We Call Them Dogs, 2005, Museo nazionale danese
- La pietra di Amager, 2011, marmo, collezione New Carlsberg Foundation, Copenaghen, Danimarca
- L’ombra, 2017, bronzo
- La folla, 2017, bronzo, Pietrasanta, Italia
- Un'esperienza in meno; Folla alla porta della stupidità; Ecco perché li chiamano cani; Il caos; Il totalitario, 2011, rilievi in ceramica bianca, Tribunale della città di Copenaghen, Palazzo di giustizia, Danimarca[16]
- Justitio; The Witnesses, 2014, travertino, Tribunale della città di Copenaghen, Palazzo di giustizia, Danimarca[17]

## Premi
Tra i premi ricevuti la Medaglia Eckersberg nel 1969 e la Medaglia Thorvaldsen nel 1979.

## Opere in musei
- ARoS Aarhus Kunstmuseum, Aarhus, Danimarca[20]
- Art Centre Silkeborg Bad, Danimarca
- Skissernas Museum, Lund, Svezia[21]
- Bornholms Kunstmuseum, Bornholm, Danimarca[22]
- Carnegie Institute of Technology, Pittsburgh, Pennsylvania, USA
- KUNSTEN Museum of Modern Art Aalborg, Aalborg, Danimarca
- Louisiana Museum of Modern Art, Humlebæk, Danimarca[23]
- MoMA Museum of Modern Art, New York, USA[24]
- Museo di Arte Contemporaneo di Oaxaca, Messico[25]
- Statens Museum for Kunst, Copenaghen, Danimarca
- Ny Carlsberg Glyptotek, Copenaghen, Danimarca[26]
- Galleria nazionale di Oslo, Oslo, Norvegia[27]
- Yorkshire Sculpture Park, West Bretton, Regno Unito[28]
- Henie Onstad Art Center, Høvikodden, Norvegia
- Ny Carlsberg Fondet, Copenaghen, Danimarca[29]